# دمتری مک کامی
دمتری مک‌کامی جونیور (زاده ۲۱ فوریه ۱۹۸۹) یک بسکتبالیست حرفه‌ای آمریکایی برای آستین اسپرز لیگ ترقی ان‌بی‌ای است. تجربه حرفه ای قبلی او شامل حضور در لیگ توسعه لیگ ترقی ان‌بی‌ای اری بی هاکس، افعی‌های دره ریو گراند و مورچه‌های دیوانه فورت وین و همچنین حضور در خارج از کشور با هاپوئل اورشلیم، مرسین شهرداری کلانشهر، شیاطین گرمایی اویتا و کنز تایپان می‌باشد. او بسکتبال کالج را برای دانشگاه ایلینویز بازی کرد، جایی که فصل بزرگسالی خود را در ۲۰۱۰–۱۱ به پایان رساند و قهرمان 2009–10 Big Ten (7.06) و نایب قهرمان NCAA 2009–10 شد.
او بسکتبال دبیرستانی را با دشمن کنفرانس ده بزرگ ، ایوان ترنر، در تیم بسکتبال دبیرستان سنت جوزف (در وستچستر) بازی کرد. طبق نشریات متعدد، او یک تیم منتخب تمام ایالت بود.
به عنوان دانش آموز دوم، او تیم ۰۹–۲۰۰۸ را در میانگین امتیازات رهبری کرد و مربیان و رسانه‌ها به عنوان بازیکن تیم سوم کنفرانس ده بزرگ ۲۰۰۸–۰۹ انتخاب شدند. در طول فصل جوانی‌اش، او ده تای بزرگ را در هر بازی هدایت می‌کرد. او رکوردهای پاس گل/بازی تک فصل ایلینوی (۷٫۰۶) و پاس گل یک بازی (۱۶) را در اختیار دارد. پس از فصل 2009-2010 All-Big Ten Conference، او به عنوان منتخب تیم اول همه کنفرانس‌ها توسط مربیان و رسانه‌ها انتخاب شد. او اولین فایتینگ ایلینی بود که در طول یک فصل در طول فصل 2009–2010 NCAA Division I به میانگین بیش از ۷ پاس گل در هر بازی در طول فصل بسکتبال مردان رسید. به عنوان یک بزرگسال، او سومین تیم منتخب ده بزرگ برای فصل ۲۰۱۰–۱۱ ده بزرگ بود. به عنوان یک بزرگسال تعداد پاس گل‌های او کاهش یافت، اما درصد شوت‌های او افزایش یافت.